# فرانسيس دايزي إيمري أيلين
كانت الدكتورة فرانسيس ديزي إيمري ألين (1876–1958) طبيبة رائدة في فورت وورث، تكساس وهي أول خريجة من كلية الطب في ولاية تكساس وواحدة من أوائل الطبيبات اللواتي زاولن مهنة الطب في مقاطعة تارانت.

## بداية حياتها
ولدت فرانسيس ديزي إيمري في 5 سبتمبر 1876 ، في مقاطعة كوفمان، تكساس، طفلة لجيمس والاس وإليزابيث براون إيمري. حصل جيمس والاس إيمري على درجة الماجستير من كلية بودوين وكان مُلغيًا صريحًا في الخمسينيات من القرن التاسع عشر.  أعلنت التاسعة من اثني عشر طفلاً، ديزي البالغة من العمر أربع سنوات، عن نيتها في أن تصبح طبيبة، وهو هدف شجعه والداها. انتقلت عائلة إيمري إلى فورت وورث عندما كانت ديزي في الرابعة عشرة من عمرها. حضرت مدارس فورت وورث العامة، حيث كان والدها أيضًا معلمًا، وتخرج من مدرسة فورت وورث الثانوية . 

## التدريب المهني والمسار الوظيفي
تقدمت ديزي إيمري بطلب إلى كلية الطب بجامعة فورت وورث وتم رفضها في البداية، ولكن تم قبولها عندما أشارت إلى أنه لا توجد قواعد تستثني النساء على وجه التحديد من المدرسة. وهكذا تم قبولها في فئة الميثاق لكلية فورت وورث الطبية (المعروفة أيضًا باسم كلية فورت وورث الطبية وكلية الطب فورت وورث) في عام 1894 ، حيث كانت الطالبة الوحيدة لمدة عام كامل ثم تخرجت بمرتبة الشرف عام 1897، لتحتل المرتبة الثانية على سبعة عشر طالبًا. وتميزت ديزي بكونها أول امرأة تتخرج من كلية الطب في تكساس.  
عملت الدكتورة إيمري في عيادة خاصة في فورت وورث لمدة عامين، مما يجعلها واحدة من أوائل الطبيبات في مقاطعة تارانت. كما عملت كطبيبة فحص للمتقدمين من بين شركة Mutual Life Insurance.  ثم انتقلت إلى واشنطن العاصمة للدراسات العليا في عام. عاشت مع أختها المتزوجة في ماريلاند أثناء إكمالها فترة تدريب وإقامة في مستشفى النساء والأطفال في واشنطن. هناك انخرطت في حق المرأة في الاقتراع ، واظهرت اهتمامًا بحقوق التصويت للنساء، وحضرت المحاضرات التي ألقتها سوزان ب. أنتوني وغيرها من النشطاء، وحتى خياطة أزهارها الخاصة.  عادت الدكتورة ديزي إيمري إلى تكساس في عام 1901 لرعاية والدتها، التي كانت تعاني من التهاب المفاصل الروماتويدي ، وقبلت منصب التدريس في كلية دالاس الطبية. 
في 30 نوفمبر 1903 ، تزوجت فرانسيس ديزي إيمري من جيمس والتر ألين، زميل في كلية فورت وورث الطبية التي ظلت على علاقة معها. كان ألن من سكان المستوطنة البيضاء في مقاطعة تارانت الغربية. انتقل الزوجان إلى فينسون، إقليم أوكلاهوما، حيث افتتح الدكتور والتر ألين عيادة طبية، لكنهما اضطرا إلى الانتقال مرة أخرى عندما دمرت معظم المدينة - بما في ذلك منزلهما - في حريق سببه إعصار في البداية.
من عام 1904 إلى عام 1910 ، شارك الزوجان في ممارسة طبية في بلدة المحتوى، في مقاطعة رونلز بولاية تكساس ، حيث كان لديهما مكتب مع صيدلية صغيرة مجاورة لمنزلهما. تطلب الإعداد الريفي معظم ممارستهم لتتكون من مكالمات منزلية ، أولاً عن طريق الحصان والعربات التي تجرها الدواب، ثم دراجة، ثم دراجة نارية، وأخيرًا سيارة صغيرة. ولدت الابنة الأولى لألنس، فرانسيس ماريون، خلال فترة وجودها في المحتوى.
في عام 1910 ، نقل Allens ممارستهم على بعد بضعة أميال شرقًا إلى Goldsboro ، تكساس، حيث ولدت ابنتهم الثانية، Sheila Emery ؛ في عام 1912 ، انتقلوا مرة أخرى إلى نيوارك ، تكساس ، على بعد 20 ميلاً شمال غرب فورت وورث.  في ديسمبر 1913 ، كان Allens يخططون للانتقال إلى الصين كمبشرين عندما مات والتر بشكل غير متوقع أثناء الجراحة لإزالة حصوات الكلى . 
عندما وجدت الدكتورة ديزي إيمري ألين نفسها أرملة في سن 37 ، قامت بتعبئة طفليها الصغار وعادت إلى فورت وورث. عملت كأستاذ سريري لأمراض الأطفال في كلية فورت وورث الطبية حتى إغلاق جامعة فورت وورث في عام 1917 ومدرستها الطبية، التي تم تأجيرها بشكل منفصل، ودمجت مع كلية بايلور للطب .  دخلت ممارسة مع طبيبين من الذكور في مبنى بنك فورت وورث الوطني، ثم فتحت مكتبها الخاص لخدمة النساء والأطفال في مبنى الفنون الطبية الجديد في عام 1931.
عملت الدكتورة ديزي إيمري ألين في طاقم مستشفيات هاريس، وجميع القديسين، وسانت جوزيف في فورت وورث.  كما عالجت المرضى في العيادات المجانية في مستشفى سيتي-كونتي ومركز ويسلي، حيث أنجبت العديد من أطفال فورت وورث.  كانت عضوًا مؤسسًا لأكاديمية فورت وورث للطب، وعضوًا في جمعية مقاطعة تارانت الطبية، وجمعية مقاطعة تارانت للصحة العقلية، وجمعية النساء الطبيات الأمريكيات ، وكانت عضوًا في الحياة في جمعية تكساس الطبية . كانت أيضًا عضوًا مبكرًا في غرفة تجارة فورت وورث.
كانت الدكتورة ديزي إيمري ألين عضوة في رابطة الناخبات . سافرت على نطاق واسع في الولايات المتحدة وأوروبا مع بناتها وأخذتهم إلى التجمعات السياسية. مع تأثير والدتها، أصبحت ابنتها فرانسيس عاملة اجتماعية وداعية رائدة لرعاية الطفل في تكساس وإلينوي. 

## التقاعد والوفاة
تقاعدت الدكتورة فرانسيس ديزي إيمري ألين من الطب في عام 1950 ، بعد أن مارسته لأكثر من نصف قرن. توفيت بأمراض القلب في فورت وورث في 7 ديسمبر 1958  ودفنت في مقبرة جرينوود في فورت وورث. 
عندما توفيت كانت تمتلك ممتلكات واسعة النطاق في مقاطعات رونلز وكالاهان وتارانت، بسبب انها كانت تقبل بتقاضي اجرها من المرضى على هيئة ممتلكات بدلاً من الدفع النقدي. وقد تم الإشارة إليها في علامة تكساس التاريخية في موقع كلية طب فورت وورث، بالقرب من تقاطع شارعي الرابع وجونز في وسط مدينة فورت وورث. 